# اریکا فلورس
اریکا فلورس (به انگلیسی: Erika Flores) (زاده ۲ نوامبر ۱۹۷۹، گرس ولی، کالیفرنیا) بازیگر آمریکایی است.
از کارهای معروف او می‌توان به سریال پزشک دهکده اشاره کرد.
ملیسا فلورس خواهر او نیز بازیگر است.

## حرفه
فلورس برای اولین‌بار در سریال پزشک دهکده در نقش کالین کوپر پا به عرصه بازیگری گذاشت، هر چند وی این نقش را در سال ۱۹۹۵ در وسط فصل سوم نیمه تمام باقی گذاشت و جسیکا بومن جایگزین وی شد.

## فیلم‌شناسی
- خانه (۲۰۰۹)
- زلزله (۲۰۰۷)
- راز (۱۹۹۷)
- روح بازی (۱۹۹۷)
- مدفون اسرار (۱۹۹۶)
- پزشک دهکده (۱۹۹۳–۱۹۹۵)